# Doubtful River (Tumut River)
Der Doubtful River ist ein kleiner Fluss im Südosten des australischen Bundesstaates New South Wales. 
Er entspringt an den Osthängen des Mount Jagungal in den Snowy Mountains. Seine Quellen liegen nur wenige hundert Meter entfernt von denen des Geehi River.
Im Unterschied zum Geehi River, der nach Süden zum Swampy Plain River, einem Nebenfluss des Murray River, fließt, wendet der Doubtful River seinen Lauf nach Norden und mündet nach rund 15 Kilometern in den Tumut River, einen Nebenfluss des Murrumbidgee River.
Der Doubtful River verläuft ausnahmslos durch unbesiedeltes, hochalpines Gebiet.